# Receptor gastričnog inhibitornog polipeptida
Receptor gastričnog inhibitornog polipeptida (GIP-R, glukozno zavisni insulinotropni polipeptidni receptor) je protein koji je kod ljudi kodiran GIPR genom. GIP-R je sedam transmembranski protein prisutan u beta ćelijama u pancreasu.

## Funkcija
Gastrični inhibitorni polipeptid (GIP, glukozno zavisni insulinotropni polipeptid) je 42 aminokiseline dug polipeptid koji sintetišu K ćelije dvanaestopalačnog i tankih creva. On je originalno identifikovan kao sastojak stomačnog ekstrakta koji inhibira sekreciju želudačne kiseline i oslobađanje gastrina, ali je naknadno pokazano da potentno stimuliše otpuštanje insulina u prisustvu povišenih nivoa glukoze. Insulinotropno dejstvo na pankreasne beta ćelije je stoga njegova glavna fiziološka uloga. Zajedno sa glukagonu sličnim peptidom-1, GIP je u velikoj meri odgovoran za sekreciju insulina nakon jela. On učestvuje u nekoliko različitih oblika anaboličkog otpuštaja.

## Literatura
- Yamada Y, Seino Y (2005). „Physiology of GIP--a lesson from GIP receptor knockout mice”. Horm. Metab. Res. 36 (11–12): 771—774. PMID 15655707. doi:10.1055/s-2004-826162.
- Gremlich S; Porret A; Hani EH;  . (1995). „Cloning, functional expression, and chromosomal localization of the human pancreatic islet glucose-dependent insulinotropic polypeptide receptor”. Diabetes. 44 (10): 1202—1208. PMID 7556958. doi:10.2337/diabetes.44.10.1202.
- Volz A; Göke R; Lankat-Buttgereit B;  . (1995). „Molecular cloning, functional expression, and signal transduction of the GIP-receptor cloned from a human insulinoma”. FEBS Lett. 373 (1): 23—29. PMID 7589426. doi:10.1016/0014-5793(95)01006-Z.
- Usdin TB; Mezey E; Button DC;  . (1994). „Gastric inhibitory polypeptide receptor, a member of the secretin-vasoactive intestinal peptide receptor family, is widely distributed in peripheral organs and the brain”. Endocrinology. 133 (6): 2861—2870. PMID 8243312. doi:10.1210/en.133.6.2861.
- Yamada Y; Hayami T; Nakamura K;  . (1996). „Human gastric inhibitory polypeptide receptor: cloning of the gene (GIPR) and cDNA”. Genomics. 29 (3): 773—776. PMID 8575774. doi:10.1006/geno.1995.9937.
- Gallwitz B; Witt M; Morys-Wortmann C;  . (1997). „GLP-1/GIP chimeric peptides define the structural requirements for specific ligand-receptor interaction of GLP-1”. Regul. Pept. 63 (1): 17—22. PMID 8795084. doi:10.1016/0167-0115(96)00019-5.
- N'Diaye N; Tremblay J; Hamet P;  . (1998). „Adrenocortical overexpression of gastric inhibitory polypeptide receptor underlies food-dependent Cushing's syndrome”. J. Clin. Endocrinol. Metab. 83 (8): 2781—2785. PMID 9709947. doi:10.1210/jc.83.8.2781.
- Tseng CC, Zhang XY (2000). „Role of G protein-coupled receptor kinases in glucose-dependent insulinotropic polypeptide receptor signaling”. Endocrinology. 141 (3): 947—952. PMID 10698169. doi:10.1210/en.141.3.947.
- Bollag RJ; Zhong Q; Phillips P;  . (2000). „Osteoblast-derived cells express functional glucose-dependent insulinotropic peptide receptors”. Endocrinology. 141 (3): 1228—1235. PMID 10698200. doi:10.1210/en.141.3.1228.
- Strausberg RL; Feingold EA; Grouse LH;  . (2003). „Generation and initial analysis of more than 15,000 full-length human and mouse cDNA sequences”. Proc. Natl. Acad. Sci. U.S.A. 99 (26): 16899—16903. PMC 139241 . PMID 12477932. doi:10.1073/pnas.242603899.
- Baldacchino V; Oble S; Hamet P;  . (2003). „Partial characterisation of the 5' flanking region of the human GIP receptor (GIPR) gene”. Endocr. Res. 28 (4): 577—577. PMID 12530665. doi:10.1081/ERC-120016843.
- Antonini SR; N'Diaye N; Hamet P;  . (2003). „Analysis of the putative promoter region of the GIP receptor gene (GIPR) in GIP-dependent Cushing's syndrome (CS)”. Endocr. Res. 28 (4): 755—756. PMID 12530694. doi:10.1081/ERC-120017003.
- Manhart S; Hinke SA; McIntosh CH;  . (2003). „Structure-function analysis of a series of novel GIP analogues containing different helical length linkers”. Biochemistry. 42 (10): 3081—3088. PMID 12627975. doi:10.1021/bi026868e.
- Ding KH, Zhong Q, Isales CM (2003). „Glucose-dependent insulinotropic peptide stimulates thymidine incorporation in endothelial cells: role of endothelin-1”. Am. J. Physiol. Endocrinol. Metab. 285 (2): E390—6. PMID 12721154. doi:10.1152/ajpendo.00509.2002.
- Grimwood J; Gordon LA; Olsen A;  . (2004). „The DNA sequence and biology of human chromosome 19”. Nature. 428 (6982): 529—535. PMID 15057824. doi:10.1038/nature02399.
- Hansotia T; Baggio LL; Delmeire D;  . (2004). „Double incretin receptor knockout (DIRKO) mice reveal an essential role for the enteroinsular axis in transducing the glucoregulatory actions of DPP-IV inhibitors”. Diabetes. 53 (5): 1326—1335. PMID 15111503. doi:10.2337/diabetes.53.5.1326.
- Gerhard DS; Wagner L; Feingold EA;  . (2004). „The status, quality, and expansion of the NIH full-length cDNA project: the Mammalian Gene Collection (MGC)”. Genome Res. 14 (10B): 2121—2127. PMC 528928 . PMID 15489334. doi:10.1101/gr.2596504.
- Baldacchino V; Oble S; Hamet P;  . (2005). „The Sp transcription factor family is involved in the cellular expression of the human GIP-R gene promoter”. Endocr. Res. 30 (4): 805—806. PMID 15666829. doi:10.1081/ERC-200044046.

## Spoljašnje veze
- „Glucagon Receptor Family: GIP”. IUPHAR Database of Receptors and Ion Channels. International Union of Basic and Clinical Pharmacology. Архивирано из оригинала 03. 03. 2016. г.
- gastric+inhibitory+polypeptide+receptor на 